# Стропницкий, Мартин
Мартин Стропницкий (чеш. Martin Stropnický; род. 19 декабря 1956, Прага, Чехословакия) — чешский политик и дипломат, который занимал пост министра иностранных дел с декабря 2017 года по июнь 2018 года, а ранее был министром обороны с 2014 по 2017 год. Со 2 января 1998 года по 22 июля 1998 года он также занимал пост министра культуры. До прихода в политику он был актером, автором песен, автором и режиссером.

## Биография
Стропницкий окончил театральный факультет Академии исполнительских искусств в Праге (ДАМУ) в 1980 году и работал в различных театрах Праги в течение следующего десятилетия, включая Пражский муниципальный театр и Театр на Виноградах.
В 1990 году он начал работать в Министерстве иностранных дел Чехословакии (которое два года спустя стало Министерством иностранных дел Чехии). Он окончил Дипломатическую академию Вены в 1991 году, а затем служил послом Чехии в Португалии (1993-94), а затем в Италии (1994-97).
В течение шестимесячного периода с января по июль 1998 года Стропницкий был назначен министром культуры Чехии во временном правительстве Йозефа Тошовского. Впоследствии он вернулся на дипломатическую службу, занимая пост посла Чехии в Ватикане с 1999 по 2003 год, прежде чем вернуться в театр Винограды в качестве художественного руководителя.
Он был избран в Палату депутатов в 2013 году и занимал пост министра обороны в кабинете Богуслава Соботки. После парламентских выборов 2017 года, в котором Андрей Бабиш вступил в должность премьер-министра, Стропницкий стал министром иностранных дел, а также заместителем премьер-министра. Однако правительство Бабиша потеряло вотум недоверия в Палате депутатов, и Стропницкий покинул пост 27 июня 2018 года в пользу Яна Гамачека.
1 октября 2018 года Стропницкий подал в отставку из парламента, чтобы вернуться на дипломатическую службу в качестве посла Чехии в Израиле. В конце июля 2023 года он завершил работу послом в Израиле и Министерстве иностранных дел вообще.
Мартин Стропницкий должен был стать кандидатом от движения ANO на президентских выборах 2023 года, но изменил своё решение относительно своей кандидатуры, а в октябре 2024 года заявил, что по окончании своего срока полномочий посла он также покинул ANO. 